# Igor Polakow
Igor Nikołajewicz Polakow (ros. Игорь Николаевич Поляков; ur. 1 sierpnia 1912 w Moskwie, zm. 16 maja 2008 tamże) – rosyjski wioślarz reprezentujący ZSRR, srebrny medalista olimpijski.
Wystąpił na igrzyskach olimpijskich w Helsinkach w 1952 roku, gdzie osada ZSRR w składzie: Jewgienij Brago, Władimir Rodimuszkin, Aleksiej Komarow, Igor Borisow, Sława Amiragow, Leonid Gissien, Jewgienij Samsonow, Władimir Kriukow i Igor Polakow (sternik) zdobyła srebrny medal w ósemkach. W finale o 5,3 sekundy przegrali z osadą USA, a o 1,9 sekundy wyprzedzili Australijczyków. Był to jego jedyny start olimpijski.
Brał udział w wielkiej wojnie ojczyźnianej (w ramach II wojny światowej). Był oficerem Armii Czerwonej, odznaczony Orderem Czerwonej Gwiazdy, Orderem Wojny Ojczyźnianej II klasy (dwukrotnie), Medalem „Za Odwagę”, Medalem „Za zasługi bojowe”, Medalem „Za obronę Kaukazu”, Medalem „Za zdobycie Królewca” i Medalem „Za zwycięstwo nad Niemcami w Wielkiej Wojnie Ojczyźnianej 1941–1945”. Dwudziestokrotnie stawał na podium mistrzostw kraju. Po zakończeniu kariery pracował jako trener.